# كريستينا إليز
كريستينا إليز (بالكرواتية: Kristina Elez)‏ مواليد 22 مايو 1987 في كرواتيا، هي لاعبة كرة يد كرواتية تلعب كظهير أيمن. مثلت منتخب كرواتيا لكرة اليد للسيدات. شاركت في دورة الألعاب الأولمبية الصيفية سنة 2012.

## سجل المنافسة
شاركت في البطولات التالية:
- الألعاب الأولمبية الصيفية 2012
- بطولة العالم لكرة اليد للسيدات 2011
- بطولة أوروبا لكرة اليد للسيدات 2012
- بطولة أوروبا لكرة اليد للسيدات 2014

## الإنجازات
- الدوري الكرواتي لكرة اليد للسيدات:
  - الفوز: 2003، 2005، 2006، 2007، 2008، 2009

## روابط خارجية
- كريستينا إليز على موقع الاتحاد الأوروبي لكرة اليد (الإنجليزية)
- كريستينا إليز على موقع أوليمبيديا (الإنجليزية)